# Влаисавлевич, Мичо
Мичо Влаиславлевич (серб. Мићо Влаисављевић, род. 15 мая 1942, Крбавица, Независимое государство Хорватия) — сербский генерал и военный деятель, военачальник Войска Республики Сербской в период войны в Боснии и Герцеговине.

## Биография
Мичо Влаисавлевич родился 15 мая 1942 года в селе Крбавица в семье Йово и Мары Влаисавлевич. В 1961 году окончил подофицерскую школу инженерных войск, затем поступил в Военную академию Сухопутных войск Югославской народной армии, которую окончил в 1966 году. Десять лет спустя он прошел курс повышения квалификации в области береговой обороны, а в 1977—1979 годах учился в Командно-штабной академии. В 1984—1985 годах учился в Школе национальной обороны.
Начало распада Югославии встретил в звании полковника на службе в Сине. В 1994 году, уже во время войны, ему было присвоено звание генерал-майора. 
В 1992 году Влаисавлевич присоединился к Войску Республики Сербской. В армии он был назначен начальником штаба 2-го Краинского корпуса. 31 декабря 1994 года Влаисавлевич был официально отправлен на пенсию, однако оставался на службе вплоть до середины лета 1995 года. 

## Награды
- Югославия Орден Военных заслуг с серебряными мечами
- Югославия Орден народной армии с серебряной звездой
- Югославия Орден военных заслуг с золотыми мечами
- Югославия Орден труда с серебряным венком
- Югославия Орден народной армии с золотой звездой
- Республика Сербская Звезда Карагеоргия второй степени